# Ryūzu-Fälle
Die Ryūzu-Fälle (jap. 龍頭滝, Ryūzu-taki, wörtlich „Drachenkopf-Wasserfall“ nach der angeblichen Ähnlichkeit zu einem Drachenkopf) sind ein Wasserfall am Oberlauf des Yugawa, dessen Weg sich dann in den Yunoko-See und Chūzenji-See fortsetzt. Sie befinden sich im Nikkō-Nationalpark nahe Nikkō in der Präfektur Tochigi in Japan.
Die Fälle sind 60 m hoch und haben eine mittlere Breite von 10 m.